# 高井信
高井 信（たかい しん、1957年7月27日 - ）は、日本の小説家、SF作家である。名古屋市出身。東京理科大学理学部応用物理学科卒業。日本SF作家クラブ、日本推理作家協会会員。

## 経歴
高校時代からSFファン活動を行い、『宇宙塵』、筒井康隆主催の『ネオ・ヌル』、『ミュータンツ』、星新一ファンクラブ〈エヌ氏の会〉等に参加。また、自身でも同人誌を発行。1977年に、豊田有恒編集のショートショート・アンソロジー『日本SFショート&ショート選 ユーモア編』（文化出版局）に、「ヌル」掲載のショートショート「シミリ現象」が収録。1979年に「奇想天外」誌にショートショート2編が掲載され、作家デビュー。
以後、中間小説誌を中心に次々とアイデアストーリーを発表。1990年代以降は、グループSNEに協力する社外メンバーとして、ロールプレイングゲームに材を取ったファンタジーを多数執筆。
またデビュー前より現在まで、ショートショートを多数執筆しており、2005年には日本初のショートショートの研究書『ショートショートの世界』を刊行。ショートショート関連の書籍を多数、収集して保有。現在も、ブログでショートショート関連の書誌等を発表する他、星新一公式サイトの「初出一覧」等の編者ともなっている。
1990年から神戸市在住。2005年から大阪市在住。2004年から神戸新聞文化センターで、「小説教室」「エッセイ教室」の講師を担当。2007年以降は名古屋市在住。

## 著書

### 単著
- うるさい宇宙船 SFショートショート・コレクション  集英社 1983年9月（コバルト文庫）
- 超能力パニック SFアイデアびっくり箱 講談社, 1987年5月
- 名古屋1997 徳間書店, 1987年9月（のち、『名古屋の逆襲』と改題、双葉社（双葉文庫） 1998年5月）
- スプラッタ・ラブ 勁文社, 1988年6月（ケイブンシャ文庫）
- 夢中の人生 講談社, 1988年3月
- インプリティングの妙薬 朝日ソノラマ, 1991年1月(ソノラマ文庫）
- ウィザードリィ外伝女王アイラスの受難 アスペクト, 1993年10月（ログアウト冒険文庫）
- 風雲のズダイ・ツァ 真ウィザードリィRPGノベル. 1 (ズダイ・ツァ奴隷行) アスペクト, 1993年12月（ログアウト冒険文庫）
- 風雲のズダイ・ツァ : 真ウィザードリィRPGノベル. 2 (ズダイ・ツァ逃避行) アスペクト, 1994年2月（ログアウト冒険文庫）
- 風雲のズダイ・ツァ : 真ウィザードリィRPGノベル. 3 (ズダイ・ツァ決死行) アスペクト, 1994年9月（ログアウト冒険文庫）
- ダモクレス幻想 出版芸術社, 1996年6月
- パンツァードラグーンアゼル 扶桑社, 1998年2月
- 妖魔夜行 迷宮の化身 シェアード・ワールド・ノベルズ 角川書店, 2000年3月 （角川スニーカー文庫）
- ショートショートで日本語をあそぼう 筑摩書房, 2003年12月（ちくま文庫）
- ショートショートの世界 集英社, 2005年9月
- おかしなおかしな転校生 講談社, 2005年12月
- 小学生のためのショートショート教室 小鳥遊書房、2019年6月

### 共著
- 地獄の狂宴 高井信とグループSNE作. アスキー, 1992年2月
- ドワーフ村殺人事件 ソード・ワールド・ノベル 安田均と共著 富士見書房, 1992年3月 （富士見ファンタジア文庫）
- 失われた狂気を求めて ソード・ワールド・ノベル 安田均と共著 富士見書房, 1993年3月 （富士見ファンタジア文庫）
- 魔法の豚足 ソード・ワールド・ノベル 安田均と共著 富士見書房, 1994年12月 （富士見ファンタジア文庫）
- 果てしなき宝島 安田均共著 富士見書房, 1996年7月 （富士見ファンタジア文庫）
- 迷探偵がいっぱい デュダRPGリプレイ集3  安田均, 高井信,グループSNE著 富士見書房, 1997年6月（富士見ドラゴンブック）
- わらべうた殺人事件 ソード・ワールド・ノベル 安田均共著. 富士見書房, 1997年10月 （富士見ファンタジア文庫）
- 女神よ、永遠に ソード・ワールド・ノベル 安田均共著. 富士見書房, 1999年9月 （富士見ファンタジア文庫）

### アンソロジー収録作
「」内が高井信の作品
- ナイトウィンドの影 ソード・ワールド短編集 安田均編 富士見書房, 1990年10月（富士見ファンタジア文庫）　「鏡よ、鏡！」
- ふたりのラビリンス ソード・ワールド短編集 安田均編 富士見書房, 1991年5月（富士見ファンタジア文庫）　「惨劇は突然に」
- ロマールの罠 ソード・ワールド短編集 安田均編 富士見書房, 1991年10月（富士見ファンタジア文庫）　「サラマンダーの憂鬱」
- 瞳輝ける夜 ソード・ワールド短編集 安田均編 富士見書房, 1993年12月 （富士見ファンタジア文庫）　「いわれなき濡れ衣」
- 妖魔夜行 真紅の闇 シェアード・ワールド・ノベルズ 角川書店, 1994年9月 (角川スニーカー文庫)　「大都会の陥穽」
- 妖魔夜行 鳩は夜に飛ぶ シェアード・ワールド・ノベルズ 角川書店, 1995年11月 （角川スニーカー文庫）　「闇に吼える虎」
- 妖魔夜行 魔獣めざめる シェアード・ワールド・ノベルズ 角川書店, 1996年6月 （角川スニーカー文庫）　「歪んだ愛情」
- 死者は弁明せず ソード・ワールド短編集 安田均編 富士見書房, 1997年6月 （富士見ファンタジア文庫）　「楽園の泉」
- 異形コレクション ラヴ・フリーク 井上雅彦監修 廣済堂出版, 1998年1月　（廣済堂文庫）　「加害妄想」
- 妖魔夜行 しかばね綺譚 シェアード・ワールド・ノベルズ 角川書店, 1998年11月 （角川スニーカー文庫）　「しかばね綺譚」
- 許されし偽り ソード・ワールド短編集 安田均編 富士見書房, 2001年6月 （富士見ファンタジア文庫）　「狙われた相続人」
- 年刊日本SF傑作選 アステロイド・ツリーの彼方へ 東京創元社、2016年6月 （創元SF文庫） 「神々のビリヤード」
- 人工知能の見る夢は AIショートショート集 人工知能学会編 文藝春秋，2017年5月 （文春文庫）　「アンドロイドJK」